# Лондон — Суррей Классик 2016
5-й выпуск  Лондон — Суррей Классик — шоссейной однодневной велогонки проходившей в окрестностях столицы Великобритании Лондона. Гонка состоялась 31 июля 2016 года.

## Участники

### Российские участники
Российские велогонщики в гонке участие не принимали.

## Результаты
| Генеральная классификация | Генеральная классификация | Генеральная классификация | Генеральная классификация |
|                           | Гонщик                    | Команда                   | Время                     |
| ------------------------- | ------------------------- | ------------------------- | ------------------------- |
| 1-й                       | Том Бонен                 | Etixx-Quick Step          | 4ч 43' 56"                |
| 2-й                       | Марк Реншоу               | Dimension Data            | + 0"                      |
| 3-й                       | Майкл Мэттьюс             | Orica-BikeExchange        | + 0"                      |
| 4-й                       | Йенс Дебюшер              | Lotto Soudal              | + 0"                      |
| 5-й                       | Ярослав Марыш             | CCC-Sprandi-Polkowice     | + 0"                      |
| 6-й                       | Паоло Симьон              | Bardiani-CSF              | + 0"                      |
| 7-й                       | Флорис Гертс              | BMC Racing Team           | + 0"                      |
| 8-й                       | Тобин Хортон              | Madison Genesis           | + 0"                      |
| 9-й                       | Стил Фон Хофф             | ONE Pro Cycling           | + 0"                      |
| 10-й                      | Марк МакНалли             | Wanty-Groupe Gobert       | + 0"                      |